# Roselawn
Roselawn est une localité de l’État d'Indiana aux États-Unis. Située à cheval sur les comtés de Newton et de Jasper, la population de la Census-designated place était de 4 131 habitants lors du recensement de 2010. Roselawn est connu dans le nord-ouest de l'Indiana pour ces deux centres de vacances naturistes qui existent depuis les années 1930.

## Géographie
Le centre historique de Roselawn se trouve dans le nord-est du comté de Newton, la Census-designated place s'étend vers l'est jusqu'au nord-ouest du comté de Jasper.
L'Indiana State Road 10 (en) traverse la communauté, mettant les villes les plus proches à l'est, De Motte et à l'ouest, Lake Village à 13 km. L'Interstate 65 traverse la partie orientale de la localité, avec un accès depuis la sortie 230 (State Road 10). La I-65 mène au nord à Gary, distant de 53 km et au sud, à Lafayette distant de 93 km.
Selon le Bureau du recensement des États-Unis, le CDP de Roselawn a une superficie totale de 20,9 km², dont 0,03 km² de surface en eau.

## Histoire
Roselawn est créée en 1882. Le nom de la localité doit son origine à deux marchands Orlando Rose et Lon Craig. Un bureau de poste fonctionne à Roselawn depuis 1881.
La localité compte deux centres de vacances naturiste : le Sun Aura et le Ponderosa Sun Club. Le Sun Aura a été créé au début des années 1930 par un avocat de Chicago, Alois Knapp, et est, à cette période, connu comme le plus grand centre nudiste des États-Unis. L'autre centre, le Ponderosa Sun Club accueille 600 résidents et organise le concours de Miss Nude Universe.
Le 31 octobre 1994, le vol American Eagle 4184 s'est écrasé à Roselawn, entraînant la mort des 64 passagers et quatre membres d'équipage à bord.